# 范仲淹

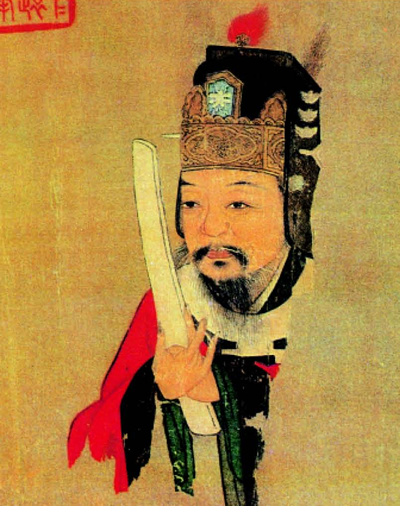
范仲淹

范 仲淹（はん ちゅうえん、端拱2年8月29日（989年10月1日）- 皇祐4年5月20日（1052年6月19日））は、中国の北宋の政治家・文人。字は希文。諡は文正。唐の同鳳閣鸞台平章事の范履冰の末裔にあたる。

## 略伝
蘇州呉県の出身。2歳の時に父を失って母が長山県の朱氏に再嫁したのでその姓に従い、名を説と改めたが、成長して生家を知るとともに本姓にもどした。応天府に行って苦学し、大中祥符8年（1015年）に進士に及第して広徳軍司理参事となり晏殊に薦められて秘閣校理となり、つねに天下のことを論じて士大夫の気節を奮いたたせていた。
仁宗が親政の時にあたって中央で採用され吏部員外郎となったが、宰相の呂夷簡に抗論して饒州に左遷された。以後、彼を支持した余靖・尹洙・欧陽脩も次々と朝廷を去り、自らを君子の朋党と称した。宝元元年（1038年）に李元昊が西夏をたてると、転運使として陝西をその侵攻から防ぎ辺境を守ること数年、号令厳明にして士卒を愛し、羌人は仲淹が龍図閣直学士であることから「龍図老子」と呼び、夏人は戒め合ってあえて国境を侵すことなく「小范老子、胸中自ずから数万甲兵あり」と恐れはばかった。そうした功績により諫官をしていた欧陽脩が推薦し枢密副使・参知政事となった。
仲淹は富弼とともに上奏して、1.黜陟を明らかにし、2.僥倖を抑え、3.貢挙を精密にし、4.長官を厳選し、5.公田を均一にし、6.農桑を厚くし、7.武備を修め、8.恩信を推し、9.命令を重んじ、10.徭役を減ずる、などの十策を献じ施政の改革を図ったが、当時はすでに朋党の争いが弊害をあらわしており彼の案も悦ばれず、河東陝西宣撫使として出向し戸部侍郎などを歴任した。潁州に赴任する途上で没する。兵部尚書を追贈された。
宋代士風の形成者の一人で、六経・易に通じ常に感激して天下を論じ一身を顧みなかったという。散文に優れ『岳陽楼記』（岳陽楼の記）中の「天下を以て己が任となし、天下の憂いに先んじて憂え、天下の楽しみにおくれて楽しむ（先憂後楽、後楽園の由来）」は特に名高い。著書に『范文正公詩余』『范文正公集』24巻がある。

## 岳陽楼記

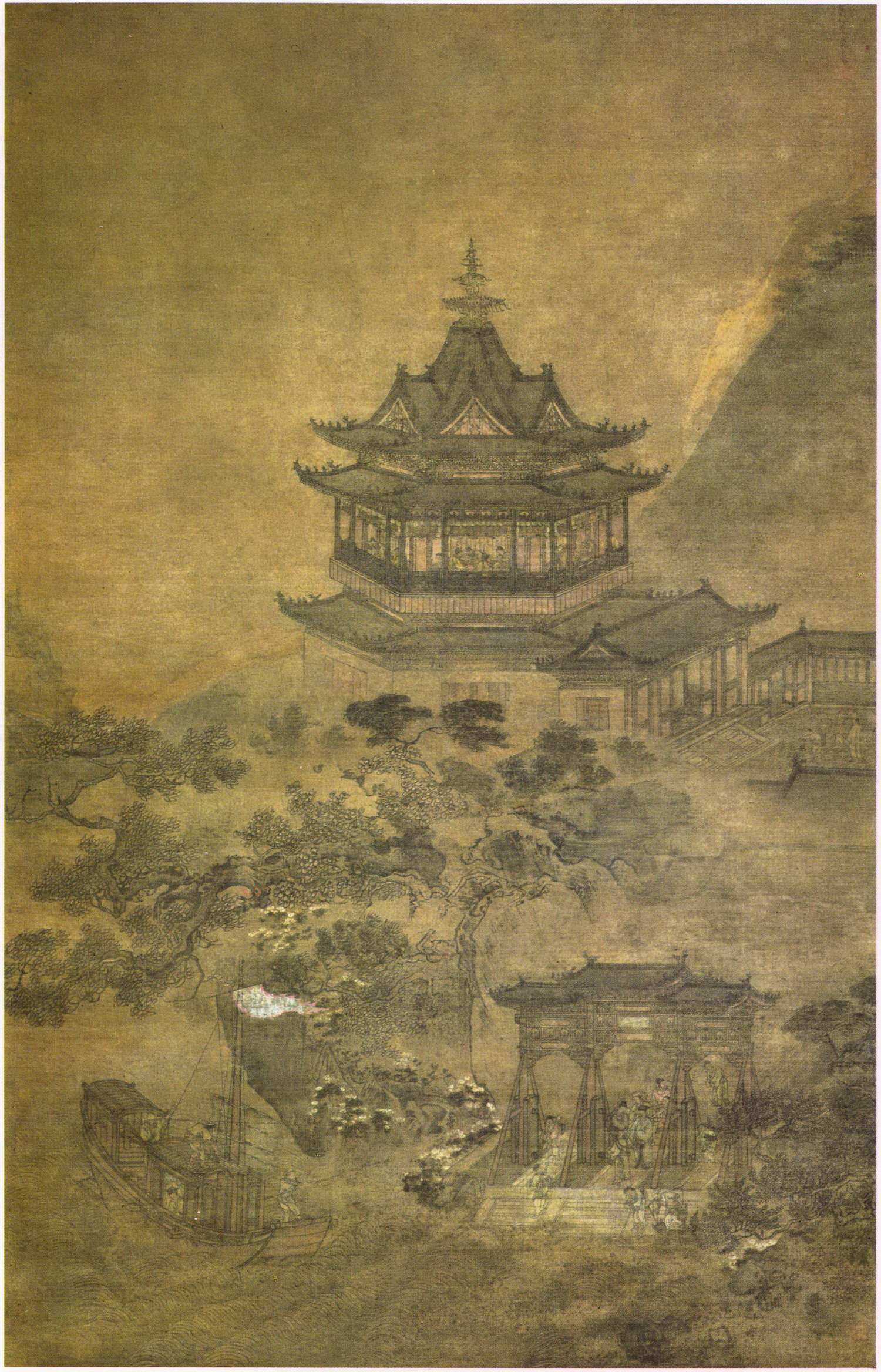
岳陽楼

『岳陽樓記』（岳陽楼の記）は、慶暦6年（1046年）の作。政治上のつまずきから慶暦4年（1044年）に中央から地方の巴陵郡の守へ左遷された滕宗諒が、翌年、領内にある名勝の岳陽楼の修復を手掛けた際、楼上に古今の詩賦を刻むこととし、同じく左遷され河南鄭州にいた同年の進士范仲淹に作らせた文章である。范仲淹は岳陽楼も、そこから眺める洞庭湖の景色も見たことはなかったが、滕宗諒から贈られた「洞庭晩秋図」を見て、以前遊んだことのある太湖の思い出を結び付けて書き上げた。 
冒頭で、滕宗諒の赴任により政道も行き届き、人心も落ち着いたため、荒れ果てた岳陽楼の修復に着手したことに触れたのち、岳陽楼から美しい洞庭湖を望むとき、荒涼とした冬やうららかな春の景色を見て心情が揺れ動くだろうが、真に優れた人物は見る物や私情に左右されず天下を憂うことが第一だとし、「先天下之憂而憂、後天下之楽而楽（天下の憂いに先んじて憂え、天下の楽しみに後れて楽しむ）」と謳い、左遷された滕宗諒を慰め励ました。
『古文真宝』に収められ、名文として日本にも伝えられて広く知られ、また明治天皇の愛読書だった『宋名臣現行録』でも紹介されたことから、伊藤博文ら明治の元勲はじめ多くに読まれた。伊藤は岳陽楼記に登場する言葉「気象万千」を揮毫し、琵琶湖疏水の第1トンネル入口の扁額とした。また、成島柳北は風光明媚な熱海の宿に「気象万千楼」という扁額を与え、宿の名とした。

## 范仲淹の詩
| 漁家傲         |                                           |
| 塞下秋來風景異 | 塞下に秋來りて 風景異なり                 |
| 衡陽雁去無留意 | 衡陽に雁去りて 意留むる無し               |
| 四面邊聲連角起 | 四面の邊聲 連角起こり                     |
| 千嶂裏         | 千嶂の裏                                  |
| 長煙落日孤城閉 | 長煙落日に 孤城閉す                       |
| 濁酒一杯家萬里 | 濁酒一杯 家萬里                           |
| 燕然未勒歸無計 | 燕然に未だ勒（きざ）まざれば 歸るに計無し |
| 羌管悠悠霜滿地 | 羌管は悠悠として 霜は地に滿つ             |
| 人不寐         | 人 寐ず                                   |
| 將軍白髮征夫涙 | 將軍は白髮になりて 征夫は涙す             |